# Pertes humaines de la DGSE
Cet article fait état des pertes humaines de la Direction générale de la Sécurité extérieure (DGSE), c'est-à-dire les décès, hostiles et accidentels, comme les disparitions, lors des opérations clandestines menées par le service de renseignement. Depuis sa création en 1982, la DGSE aurait perdu environ 200 agents.

## Vue d'ensemble
| Pays    | Date             | Circonstances                          | Morts   | Morts        | Déroulement des faits | Identités des personnels décédés                      |
| Pays    | Date             | Circonstances                          | Hostile | Accidentelle | Déroulement des faits | Identités des personnels décédés                      |
| ------- | ---------------- | -------------------------------------- | ------- | ------------ | --- | ----------------------------------------------------- |
| France  | 7 octobre 2019   | Entraînement                           | 0       | 1            | Un personnel de la DGSE trouve la mort au cours d'un exercice au Centre parachutiste d'entraînement spécialisé de Cercottes dans le Loiret. Un accident de tir serait à l'origine de l'incident. | - Inconnue                                            |
| Malte   | 24 octobre 2016  | Deuxième guerre civile libyenne        | 0       | 3            | Trois personnels de la DGSE trouvent la mort dans l'écrasement accidentel au décollage d'un avion de renseignement Fairchild Metroliner sur l'aéroport de Malte. L'appareil se dirigeait vraisemblablement vers le secteur de Misrata en Libye. Deux autres membres d'équipage, civils appartenant à une société privée mais jeunes retraités de la DGSE, ont également péri dans l'accident,.                                                  | - Inconnue - Inconnue - Inconnue                      |
| Libye   | 17 juillet 2016  | Deuxième guerre civile libyenne        | 3       | 0            | Trois sous-officiers du Service Action sont tués lors d'un « accident d'hélicoptère » reconnu par le Gouvernement français. Il s'agissait vraisemblablement d'un hélicoptère de fabrication russe appartenant aux forces du général Khalifa Haftar. Une milice islamiste a revendiqué l'avoir abattu,. | - Mika - Karl - Inconnue                              |
| Somalie | 11 janvier 2013  | Tentative de libération de Denis Allex | 3       | 0            | Lors d'une opération héliportée en Somalie visant la libération de l'agent Denis Allex, le capitaine Patrice Rebout, chef du détachement de 50 commandos du Service Action qui conduit la mission, est tué au combat. Un second soldat français, un sergent-chef de 40 ans, « Fidélio », dont l'identité n'a jamais été révélée par le gouvernement français, est porté disparu. L'otage Denis Allex est également abattu au cours de l'assaut. | - CNE Patrice Rebout - SCH Fidélio - ADC « Inconnue » |
| France  | 1er mars 2011    | Entraînement                           | 0       | 1            | Un sous-officier de l'armée de l'air chute d'un hélicoptère de type Cougar lors d'un entraînement héliporté au profit de la DGSE. L'accident a lieu sur la commune de Salses-le-Château dans les Pyrénées-Orientales. | - ADC « Inconnue »                                    |
| France  | 30 mars 2009     | Entraînement                           | 0       | 2            | Deux personnels de la DGSE trouvent la mort au cours d'un exercice au Centre parachutiste d’instruction spécialisé de Perpignan dans les Pyrénées-Orientales. L'explosion prématurée d'une charge de plastic consécutive à une erreur humaine serait à l'origine de l'incident. | - 1CL Guillaume Gras - ADJ Nicolas Poinot             |
| Irak    | 21 novembre 2006 | Guerre d'Irak                          | 1       | 0            | Un sous-officier de la DGSE trouve la mort lors de la prise à partie d'un convoi diplomatique par une milice à Bassorah. | - SCH Didier Bertrand                                 |
| Liban   | 2 février 1988   | Guerre du Liban                        | 1       | 0            | Un officier, chef adjoint du poste de la DGSE de Beyrouth, est assassiné par balles dans sa voiture alors qu'il sortait d'un entretien avec les services de renseignement libanais,. | - LTN Jean-Pierre Maranzana alias « Jacques Merrin »  |
| France  | 15 février 1983  |                                        | 1       | 0            | Le chef du poste DGSE de Nice a été assassiné dans l'arrière-pays ; l'enquête judiciaire s'est terminée par un non-lieu. | - LCL Bernard Nut                                     |